# Instytut Inicjatyw Pozarządowych
Instytut Inicjatyw Pozarządowych – polska fundacja, której misją jest inicjowanie i wspieranie różnorodnych form aktywności społecznej, a zwłaszcza przyczynianie się do rozwoju sektora pozarządowego w Polsce. Instytut Inicjatyw Pozarządowych powstał w 2005, a w 2007 uzyskał status organizacji pożytku publicznego.

## Działania
Główne działania fundacji to trzy stałe programy
- Rodzice w szkole (od 2008) – program, którego celem jest wzmocnienie pozycji rodziców w szkole, m.in. przez kształcenie rad rodziców i dyrektorów szkół, a także umożliwienie radom rodziców wymiany wiedzy i doświadczeń.
- Program wspierania lokalnych inicjatyw edukacyjnych (od 2008) – program grantowy, którego celem jest wspieranie projektów edukacyjnych o charakterze lokalnym, realizowanych przez małe organizacje (lub ich terenowe oddziały), jednostki samorządu terytorialnego, ośrodki kultury, muzea, biblioteki bądź przez inne, niekoniecznie sformalizowane inicjatywy społeczne działające lokalnie.
- Akademia NGO (od 2009) – program mający na celu wspieranie stowarzyszeń i fundacji oraz innych inicjatyw pozarządowych – przede wszystkim w formie nieodpłatnych szkoleń, konsultacji oraz publikacji, najczęściej w kwestiach prawnych, a także zarządzania organizacją pozarządową i pracy z wolontariuszami.

Najważniejsze zrealizowane projekty:
- Gmina – tu wszystko się zaczyna (2008) – projekt, który miał na celu stworzenie modelu wspólnego dochodzenia organizacji pozarządowych i władz samorządowych do opracowania i przyjęcia programu współpracy.
- Akademia 1% (2008–2009) – projekt, który miał na celu pomoc małym organizacjom w uzyskaniu statusu organizacji pożytku publicznego oraz przygotowaniu i prowadzeniu kampanii pozyskiwania 1% z PIT.
- Akademia promocji (2009–2010) – projekt, który miał na celu pomoc małym organizacjom pozarządowym w planowaniu i prowadzeniu działalności promocyjnej.
- Impuls – Tchniemy życie w organizacje (2009–2010) – projekt, który miał na celu jest kompleksowe wsparcie organizacji pozarządowych w pokonaniu kolejnego etapu rozwoju  (niezależnie, na jakim etapie się znajdują).
- Rodzic-zawodowiec (2010–2011) – projekt wprowadzający pojęcie „wolontariat kompetencji” i rozwijający tę formę wśród rodziców, na terenie przedszkoli i szkół.
- Aktywni rodzice – od rady do stowarzyszenia (2013–2014) – projekt edukacyjno-informacyjny, który miał na celu wspieranie tworzenia i rozwoju, w miejsce nieefektywnej formy rad rodziców, nowej formuły aktywności rodziców – stowarzyszeń rodziców.

Działania fundacji są finansowane m.in. z następujących źródeł: 1%, Fundusz Inicjatyw Obywatelskich,  Ministerstwo Edukacji Narodowej, Fundusz dla Organizacji Pozarządowych (norweski i szwajcarski), Fundacja Orange
Instytut Inicjatyw Pozarządowych jest współorganizatorem ogólnopolskiego konkursu dla szkół promującego działania wzmacniające bezpieczne i efektywne funkcjonowanie w szkołach uczniów ze specjalnymi potrzebami edukacyjnymi „Szkoła przyjazna dla każdego” (odbyły się dotąd dwie edycje konkursu – 2013 i 2014).

## Publikacje[3]
- Grzegorz Całek, Jak przygotować kampanię 1% (2008)
- Anna Poraj, Katarzyna Krawczyk, Małgorzata Silny, Grażyna Kujawiak, Ściągawka wychowawcy kolonijno-obozowego (2009)[4]
- Grzegorz Całek,  Anna Poraj, Rodzice w szkole (2009)
- Grzegorz Całek, Jak założyć stowarzyszenie (2010)
- Grzegorz Całek, Jak promować NGO (2010)[5]
- Grzegorz Całek,  Anna Poraj, ABC organizacji pozarządowej (2010)[6]
- Grzegorz Całek,  Anna Poraj, Rodzice w szkole, przedszkolu, na osiedlu (2011)[7]
- Grzegorz Całek, Rada rodziców w pytaniach i odpowiedziach (2014)
- Grzegorz Całek, Stowarzyszenie rodziców. Tworzenie, rozwój, wolontariat kompetencji (2014)[8]
- Grzegorz Całek, Rada rodziców – 61 ważnych pytań (2014)[9]
- Grzegorz Całek, Katarzyna Kwapińska, Budżet uczniowski – nowy sposób aktywizacji uczniów i rad rodziców (2017)[10]
- Szkoła przyjazna dla każdego (2013)[11]
- Ważne jest każde dziecko (2014)[12]